# Guillermo Teodoro Elías Millares
Guillermo Teodoro Elías Millares (Lima, Peru, 16 de novembro de 1953) é um prelado peruano e bispo auxiliar católico da Arquidiocese de Lima.

## Vida
Guillermo Teodoro Elías Millares foi ordenado sacerdote em 8 de dezembro de 1981.
No Pontifício Instituto “San Juan Pablo II” de Valência, realizou estudos de pós-graduação em teologia pastoral com especialização em teologia do matrimônio e da família. Foi capelão e pároco na diocese de Carabayllo e em Alicante.
Em 13 de abril de 2019, Papa Francisco o nomeou Bispo titular de Turres na Numídia e Bispo auxiliar de Lima.
Em 6 de julho de 2019 foi consagrado bispo pelo Arcebispo de Lima, Carlos Castillo Mattasoglio.